# Deinutona major
Deinutona major är en insektsart som beskrevs av Andrej Vasiljevitj Gorochov 2008. Deinutona major ingår i släktet Deinutona och familjen syrsor. Inga underarter finns listade i Catalogue of Life.